# Orthotylus katmai
Orthotylus katmai är en insektsart som först beskrevs av Knight 1921.  Orthotylus katmai ingår i släktet Orthotylus och familjen ängsskinnbaggar. Inga underarter finns listade i Catalogue of Life.